# KONGOH
Palmarès
voir ici
KONGOH (金剛, Kongō), signifiant "Diamonds", est un clan de catcheurs appartenant à la Pro Wrestling NOAH, une fédération de catch japonaise, fondée le 4 mai 2019. Le groupe a été formé par Atsushi Kotoge, Kenoh, Masa Kitamiya et Yoshiki Inamura le 4 mai 2019, qu'ils ont ensuite nommé KONGOH, Kenoh étant nommé comme chef du groupe. 

## Carrière

### Formation et rivalité avec Kaito Kioymiya (2019)
Lors de Great Voyage 2019 In Yokohama, Kaito Kiyomiya demande à Kenoh d’être son partenaire pour la prochaine Global Tag League, ce que ce dernier accepte, déclarant qu'ils formeront un front uni pour créer une nouvelle scène pour la Noah, nommant leur équipe "KAIOH".
Le 4 mai, Kenoh et Masa Kitamiya perdent contre Kaito Kiyomiya et Maybach Taniguchi ce qui met fin à leur courte rivalité, puis après le match, ils sont rejoints par Yoshiki Inamura et Atsushi Kotoge avec qui ils forment le clan "KONGOH" (traduit par" Diamonds ") pour protester contre le propriétaire de la NOAH, LIDET Entertainment.
Lors du main event de Noah the Best 2019, Kenoh perd contre Kaito Kiyomiya et ne remporte pas le GHC Heavyweight Championship.

### Rivalité avec Sugiura-gun et ajout de plusieurs membres (2019–2021)
Le 4 janvier 2020, à New Sunrise, Kenoh et Yoshiki Inamura battent Sugiura-gun (Hideki Suzuki et  Kinya Okada), puis après le match, Suzuki attaque Kenoh. Plus tard dans la soirée, Masa Kitamiya perd contre Takashi Sugiura et ne remporte pas le GHC National Championship.
Lors de Wrestle Peter Pan 2020 - Tag 1, Kenoh, Masa Kitamiya et Hao battent Sanshiro Takagi, Kazusada Higuchi et Tomomitsu Matsunaga,.
Le lendemain, Manabu Soya perd contre Katsuhiko Nakajima et ne remporte pas le GHC National Championship,. Le 24 juillet, le groupe produit son deuxième événement Diamond 2 au Koruaken Hall, voyant Kenoh battre Haoh dans le main event. Lors de la première nuit de Departure 2020, Kenoh bat Katsuhiko Nakajima par KO et remporte le GHC National Championship.
Huit jours plus tard, Kenoh, au nom de Kitamiya et Soya, a défié Sugiura-gun (Kazushi Sakuraba et Takashi Sugiura) à un match pour les GHC Tag Team Championship. Ensuite, Katsuhiko Nakajima rejoint le clan en trahissant Gō Shiozaki, mettant fin à l'équipe AXIZ qu'il formé avec ce dernier.
Le 11 octobre, Katsuhiko Nakajima bat Kaito Kiyomiya en finale pour remporter le tournoi,. Lors de NOAH The Chronicle Vol. 4, Kenoh conserve le GHC National Championship contre Kaito Kiyomiya tandis que Katsuhiko Nakajima perd son match de championnat pour le GHC Heavyweight Championship contre Gō Shiozaki.
Lors de Great Voyage in Yokohama, Katsuhiko Nakajima et Masa Kitamiya battent Sugiura-gun (Kazushi Sakuraba et Takashi Sugiura) pour gagner les GHC Tag Team Championship pour la troisième fois,. Lors de The Infinity 2021, Kenoh perd le GHC National Championship contre Kazuyuki Fujita après 229 jours de règne.

### Départ de Masa Kitamiya (2021-...)
Le 31 mai, après une défense réussite des GHC Tag Team Championship, Masa Kitamiya se retourne contre Katsuhiko Nakajima, quittant KONGOH en raison de sa haine envers Nakajima. Lors de Cage War 2021, Katsuhiko Nakajima perd contre Masa Kitamiya dans un Hair Vs. Hair Steel Cage Match, forçant Nakajima à se raser les cheveux conformément à la stipulation et Nakajima demande à Kenoh de pleinement lui raser la tête,.
Lors de Grand Square 2021 In Osaka, Katsuhiko Nakajima bat Naomichi Marufuji pour remporter son deuxième GHC Heavyweight Championship. Lors de The Gate Of Destiny 2021, Kenoh et Hao perdent contre Natural Vibes (KING Shimizu et Susumu Yokosuka) et ne remportent pas les Open the Twin Gate Championship.
Lors de The Infinity 2021, Kenoh bat Masaaki Mochizuki pour remporter son deuxième GHC National Championship, faisant que KONGOH détient les deux plus gros titres solos de la promotion et défi après le match Katsuhiko Nakajima à un Double Title Match avec le GHC National Championship et le GHC Heavyweight Championship en jeu.
Lors de Wrestle Kingdom 16 - Tag 3, Katsuhiko Nakajima, Kenoh, Manabu Soya, Tadasuke et Aleja perdent contre Los Ingobernables de Japón (Tetsuya Naitō, Shingo Takagi, Sanada, 
Hiromu Takahashi et Bushi).
Le 22 janvier 2022, Kenoh perd le GHC National Championship contre Masakatsu Funaki et après le match, Funaki quitte M's Alliance et demande à Kenoh de rejoindre le groupe, ce que ce dernier accepte, faisant de Funaki le nouveau membre du clan,.
Le 17 juin, après avoir détesté l'ajout de Yo-Hey chez les Juniors de la Noah, Hajime Ohara décide de rejoindre le clan, remplaçant Haoh en tant que nouveau membre du groupe.

## Membres du groupe
| Identité,          | Arrivée          | Départ          | Notes                   |
| ------------------ | ---------------- | --------------- | ----------------------- |
| Kenoh              | 4 mai 2019       |                 | Leader actuel du groupe |
| Masa Kitamiya      | 4 mai 2019       | 31 mai 2021     |                         |
| Yoshiki Inamura    | 4 mai 2019       | 28 octobre 2020 |                         |
| Atsushi Kotoge     | 4 mai 2019       | 27 juillet 2019 |                         |
| Haoh               | 14 décembre 2019 | 16 janvier 2022 |                         |
| Nioh               | 14 décembre 2019 |                 |                         |
| Manabu Soya        | 19 avril 2020    |                 |                         |
| Tadasuke           | 22 aout 2020     |                 |                         |
| Katsuhiko Nakajima | 30 aout 2020     |                 |                         |
| Aleja              | 23 juillet 2021  | 25 février 2022 |                         |
| Masakatsu Funaki   | 22 janvier 2022  |                 |                         |
| Hajime Ohara       | 17 février 2022  |                 |                         |

## Palmarès
- All Japan Pro Wrestling
  - 1 fois AJPW World Tag Team Championship - Kenoh et Manabu Soya (actuel)

- Pro Wrestling NOAH
  - 2 fois GHC Heavyweight Championship – Katsuhiko Nakajima (1) et Kenoh (1)
  - 3 fois GHC National Championship – Kenoh (2), et Masakatsu Funaki (1)
  - 1 fois GHC Tag Team Championship – Katsuhiko Nakajima et Masa Kitamiya
  - 1 fois GHC Junior Heavyweight Tag Team Championship – Hajime Ohara et Shūji Kondō
  - All Four Sides (2020) – Manabu Soya
  - N-1 Victory (2019) – Kenoh
  - N-1 Victory (2020, 2021) – Katsuhiko Nakajima
  - NOAH Jr. Team Game (2021) – Aleja, Haoh, Nioh et Tadasuke